# Gabriel Dubois
Gabriel Dubois (Dompierre-sur-Helpe, 31 augustus 1911 - Maubeuge, 13 februari 1985) was een Frans wielrenner die tussen 1936 en 1946 als beroepsrenner actief was. Hij nam driemaal deel aan de Ronde van Frankrijk.

## Belangrijkste overwinning
1937
- GP Fourmies

1938
- GP Fourmies

1939
- Tour du Sud-Ouest